# Ri Yong-gil
Ri Yong-gil (리영길?; 1955) è un generale e politico nordcoreano.
Non si sa nulla riguardo alla vita di Ri prima del 2002, quando fu nominato tenente generale nell'aprile dello stesso anno.
È stato promosso a colonnello generale (Sangjang) ed è stato eletto membro del Comitato centrale del Partito del Lavoro di Corea nel 2010.
Ri è stato nominato capo di stato maggiore dell'esercito popolare coreano nell'agosto 2013 e nello stesso periodo è stato promosso a generale.
All'inizio del febbraio 2016 l'agenzia di stampa sudcoreana Yonhap ha riferito che Ri era stato recentemente giustiziato da Kim Jong-un con l'accusa di corruzione. Nonostante la notizia non fosse stata confermata dal governo nordcoreano, è stata ampiamente diffusa nei mass media sia dalla Yonhap e sia dal governo sudcoreano stesso, ma durante il Congresso del Partito del maggio 2016 è stato annunciato che Ri era stato nominato membro del Comitato Centrale del Partito dei Lavoratori.
È stato rieletto al Politburo durante l'VIII Congresso del Partito nel gennaio 2021 come nuovo ministro della sicurezza sociale.
Il 22 marzo 2021, il Consiglio dell'Unione Europea ha imposto una serie di misure restrittive e sanzioni nei confronti di Ri motivandole con le seguenti parole: "In qualità di capo del ministero della sicurezza sociale, Ri Yong-gil è responsabile di gravi violazioni dei diritti umani nella Repubblica popolare democratica di Corea, in particolare di torture e altri trattamenti o punizioni crudeli, disumane o degradanti, esecuzioni e uccisioni extragiudiziali, sommarie o arbitrarie, sparizioni di persone e arresti o detenzioni arbitrarie, nonché lavoro forzato diffuso e violenza sessuale contro le donne."
Il 14 aprile 2022 è stato promosso a Chasu dalla Commissione militare centrale.